# Robert Knepper
Robert Knepper (n. 8 iulie 1959, Fremont, Ohio) este un actor american, cunoscut mai ales pentru rolul lui Theodore «T-bag» Bagwell din serialul de televiuziune difuzat de Fox, Prison Break.

## Filmografie

### Film
| An   | Titlu                                      | Rol                             | Note            |
| ---- | ------------------------------------------ | ------------------------------- | --------------- |
| 1986 | That's Life!                               | Steve Larwin                    |                 |
| 1987 | Wild Thing                                 | Wild Thing                      |                 |
| 1987 | Police Story: The Freeway Killings         | Karl James                      | Film TV         |
| 1987 | Made in Heaven                             | Orrin                           |                 |
| 1988 | D.O.A.                                     | Nicholas Lang                   |                 |
| 1989 | Renegades                                  | Marino                          |                 |
| 1990 | Arduous Moon                               | Andrew                          | Scurtmetraj     |
| 1990 | Young Guns II                              | Deputy Carlyle                  |                 |
| 1991 | Session Man                                | Torrey Cole                     | Scurtmetraj     |
| 1991 | Perry Mason: The Case of the Fatal Fashion | Kim Weatherly                   | Film TV         |
| 1991 | Where the Day Takes You                    | Rock Singer                     |                 |
| 1992 | Gas Food Lodging                           | Dank                            |                 |
| 1993 | Zelda                                      | Wilson                          | Film TV         |
| 1993 | When the Bough Breaks                      | Lt. Jimmy Creedmore             |                 |
| 1994 | Pointman                                   | Johnny                          | Film TV         |
| 1994 | Getting Out                                | Carl                            | Film TV         |
| 1994 | Under the Heat                             | Milo                            |                 |
| 1995 | Search and Destroy                         | Daniel Strong                   |                 |
| 1996 | Dead of Night                              | Christian                       |                 |
| 1996 | Voice from the Grave                       | Milosh                          | Film TV         |
| 1996 | MugShot                                    | Joe                             |                 |
| 1996 | Everyone Says I Love You                   | Greg                            |                 |
| 1996 | The Undercover Kid                         | Bo the Dog (voce)               |                 |
| 1997 | You Are Here                               | Jack                            |                 |
| 1998 | Phantoms                                   | Agent Wilson                    |                 |
| 1998 | The Stringer                               | John                            |                 |
| 1998 | Jaded                                      | Freddy                          |                 |
| 1999 | Absence of the Good                        | Glenn Dwyer                     | Film TV         |
| 1999 | Kidnapped in Paradise                      | Renard                          | Film TV         |
| 2000 | Love & Sex                                 | Gerard Boussard                 |                 |
| 2001 | Lady in the Box                            | Chris Stark                     |                 |
| 2001 | Jackie, Ethel, Joan: The Women of Camelot  | Robert F. Kennedy               | Film TV         |
| 2002 | Topa Topa Bluffs                           | Frank                           |                 |
| 2002 | The Pennsylvania Miners' Story             | Mark Popernack                  | Film TV         |
| 2002 | Swatters                                   | Daniel Steinberg                |                 |
| 2004 | Species III                                | Dr. Abbot                       | Direct-pe-video |
| 2005 | Good Night, and Good Luck                  | Don Surine                      |                 |
| 2005 | Hostage                                    | Will Bechler                    |                 |
| 2007 | Hitman                                     | Yuri Marklov                    |                 |
| 2008 | Turok: Son of Stone                        | Chickak (voce)                  | Direct-pe-video |
| 2008 | Transporter 3                              | Johnson                         |                 |
| 2008 | The Day the Earth Stood Still              | Colonel                         |                 |
| 2010 | Burning Daylight                           | Elam 'Burning Daylight' Harnish |                 |
| 2011 | Earth's Final Hours                        | John Streich                    | Film TV         |
| 2012 | My Way                                     | Frank Sinatra                   |                 |
| 2012 | Seal Team Six: The Raid on Osama Bin Laden | Lieutenant Commander            | Film TV         |
| 2013 | R.I.P.D.                                   | Stanley Nawlicki                |                 |
| 2013 | Percy Jackson: Sea of Monsters             | Kronos (voice)                  |                 |
| 2014 | The Hunger Games: Mockingjay – Part 1      | Antonius                        |                 |
| 2014 | Ride                                       | Peter                           |                 |
| 2015 | The Hoarder                                | Vince                           |                 |
| 2015 | The Hunger Games: Mockingjay – Part 2      | Antonius                        |                 |
| 2015 | Cold Deck                                  | Turk                            |                 |
| 2016 | Hard Target 2                              | TBA                             | Post-producție  |
| 2016 | Jack Reacher: Never Go Back                | General Harkness                | Filmări         |